# Skuter
Skuter je putničko vozilo s dva kotača, koje je namijenjeno prijevozu jedne ili dviju osoba. Vozač u skuteru sjedi slično kao u stolici, jer ima slobodni prostor za noge između prednjeg i stražnjeg dijela vozila, za razliku od gotovo ležećeg položaja na motociklu. Skuter karakteriziraju mali kotači, između 25 i 40 cm u promjeru. Motor se nalazi iznad ili pored stražnjeg kotača. U novijoj generaciji skutera pojavljuju se vozila s tri kotača, odnosno s dva prednja i jednim stražnjim. 
Skuteri su među najpopularnijim prijevoznim sredstvima u Hrvatskoj, posebice u ljetnim mjesecima. Tome pridonose njihova relativno povoljna cijena, mala potrošnja goriva i činjenica da je skuteru potreban vrlo mali parking prostor. Za vožnju skutera od 50 cc dovoljna je vozačka dozvola za automobile ("B" kategorija), a za jače skutere potrebna je dozvola za motocikle ("A" kategorija).
Posljednjih je godina trend, pored proizvodnje standardnih skutera od 50 i 125 cc, proizvodnja skutera od 250 cc i jačih, tzv. maksi skutera, kao što su Piaggiov Beverly i XEvo ili Gilerin Nexus.

## Poznati proizvođači skutera
- Aprilia
- Baotian
- Derbi
- Gilera
- Kymco
- Malaguti
- Peugeot
- Piaggio / Vespa
- SYM
- Yamaha
- TGB